# Gaplus
Gaplus of Galaga 3 (Japans: ギャプラス; Gyapurasu) is een computerspel dat werd ontwikkeld en uitgegeven door Namco. Het spel kwam in april 1984 uit als arcadespel. Later volgde ook ports voor andere platforms. De speler bestuurt een ruimteschip en wordt aangevallen door vijandelijke ruimteschepen. Nadat alle vijanden zijn vernietigd begint het volgende level.

## Platforms
| Jaar | Platform            |
| ---- | ------------------- |
| 1984 | Arcade              |
| 1988 | Commodore 64        |
| 2009 | Wii Virtual Console |

Het spel kwam ook uit voor de Sony PlayStation, maar dan als onderdeel van Namco Museum Volume 2.

## Ontvangst
| Beoordeeld door    | Platform            | Datum         | Score |
| ------------------ | ------------------- | ------------- | ----- |
| Eurogamer.net (GB) | Wii Virtual Console | 12 april 2009 | 80%   |
| Zzap!              | Commodore 64        | februari 1989 | 71%   |
| Nintendo Life      | Wii Virtual Console | 27 maart 2009 | 50%   |